# Eddumailaram
Eddumailaram là một thị trấn thống kê (census town) của quận Medak thuộc bang Andhra Pradesh, Ấn Độ.

## Nhân khẩu
Theo điều tra dân số năm 2001 của Ấn Độ, Eddumailaram có dân số 13.584 người. Phái nam chiếm 52% tổng số dân và phái nữ chiếm 48%. Eddumailaram có tỷ lệ 77% biết đọc biết viết, cao hơn tỷ lệ trung bình toàn quốc là 59,5%: tỷ lệ cho phái nam là 82%, và tỷ lệ cho phái nữ là 71%. Tại Eddumailaram, 13% dân số nhỏ hơn 6 tuổi.